# Sasha Alexander
Sasha Alexander, pseudoniem van Suzana S. Drobnjaković (Los Angeles, 17 mei 1973), is een Amerikaanse actrice. Ze speelde onder meer special agent Caitlin Todd in de serie NCIS.

## Biografie

### Jonge jaren
Alexanders vader is Italiaans en haar moeder Servische. Naast haar moedertaal, Engels, spreekt ze Italiaans en Servisch. Alexander begon met acteren in groep 7, toen ze meedeed aan schoolproducties. Op 14-jarige leeftijd zat ze in een bandje met de naam Everything Nice. Ook schaatste ze, tot een blessure ervoor zorgde dat ze haar droom om professional te worden op moest geven. Op de middelbare school en de universiteit ging ze door met acteren. Daarna vertrok ze naar New York om in het zomertheater (summer stock theater) en op Shakespeare-festivals te spelen. Ze studeerde af aan de academie van Cinema-Televisie aan de Universiteit van Zuid-Californië.

### Carrière
Haar pseudoniem komt voort uit een bijnaam van vroeger (Sasha is in de omgeving van Rusland een bijnaam voor Alexander/Alexandra) en de naam van haar broer (Alexander).
Alexander begon haar carrière met een hoofdrol in de korte sciencefictionfilm Visceral Matter uit 1997. Na wat kleine rollen verscheen ze in 1999 als Jesse Presser in de kortlopende comedyserie Wasteland. In 2001 was ze twintig afleveringen te zien als Gretchen Witter in Dawson's Creek. Van 2003 tot 2005 speelde ze de rol van de ietwat conservatieve special agent Caitlin "Kate" Toddin in de misdaadserie NCIS. Ook was ze vanaf 2010 zes jaar lang te zien als dr. Maura Isles in de serie Rizzoli & Isles. Daarnaast vertolkte Alexander in de afgelopen twintig jaar vele gastrollen in tv-series, o.a. als de journaliste, die in de serie Friends Joey (Matt Le Blanc) interviewt..
Maar Alexander is niet alleen bekend van tv-series. Zo is ze in meerdere films (TV, bioscoop en video) te bewonderen. Ze had o.a. een kleine rol in de film Mission: Impossible III. En in 202 heeft ze animatiepersonage Adeline Kane Wilson in Deathstroke: Knights & Dragons een stem gegeven.
In de afgelopen zeven jaar heeft Alexander drie keer een aflevering van een tv-serie geregisseerd: Rizzoli & Isles (2016), You (2021) and Bull (2022).

### Privé
In 1999 trouwde Alexander met regisseur-schrijver Luka Pecel, van wie ze later scheidde. In januari 2006 verloofde ze zich met Edoardo Ponti, zoon van Sophia Loren en Carlo Ponti, met wie ze in 2007 trouwde. Het paar heeft een dochter en een zoon.

## Filmografie
- Bibliothèque nationale de France: cb16712471h (data)
- Gemeinsame Normdatei: 1127257587
- International Standard Name Identifier: 0000 0000 4625 2204
- Library of Congress Control Number: no2003039029
- Nederlandse Thesaurus van Auteursnamen: 338137920
- SNAC: w6jd4zkn
- Système universitaire de documentation: 24177893X
- Virtual International Authority File: 34143426
- WorldCat: E39PBJv8KHdFRYHYRyY9gJ3WjC